# Источна вриштећа сова
Источна вриштећа сова или северноамеричка сова (лат. Megascops asio) мала је врста сове из породице правих сова. Живи претежно у источном делу Северне Америке, од Канаде на северу до Мексика на југу. Највише настањује шумовите пределе и прилагођена је људском фактору више него било која друга сова на континенту, иако често избегава уочавање због својих строго ноктуралних навика.
У оквиру врсте Megascops asio постоји шест подврста које се углавном разликују по боји перја и евентуално величини тела, као и по ареалима које настањују. Највећа подврста је M. a. maxwelliae која настањује просторе од централне Монтане до западног Канзаса, док је најмања подврста M. a. floridanus која живи у Флориди и јужној Џорџији.
Као ни већина сова, ни источна вриштећа сова не прави гнездо већ проналази шупљине у дрвећу, било природне било оне које праве детлићи. Женка полаже 4—6 јаја током априла, а инкубација траје 26 дана. Углавном женка лежи на јајима, док мужјак доноси храну за њу и младунце. Исхрана се састоји од већих инсеката, мањих сисара попут ровчице и младог зеца, глодара и мањих птица, међу којима су сеница, ласта, врабац и грмуш.
Источна вриштећа сова у заточеништву може да доживи и преко двадесет година старости, док је та цифра у дивљини знатно мања. Главни предатори гнезда и младунаца ове сове у дивљини су творови, змије, ласице, вране и плаве шојке, док претњу по одрасле јединке представљају веће врсте сова које живе на истом подручју као и источна вриштећа сова, међу којима су америчка буљина, тачкаста сова, мала ушара, ритска и снежна сова.

## Опис
Одрасла јединка висока је између 16 и 25 центиметара, а тешка 121—244 грама. Сходно великом броју различитих подврста, висина ове птице креће се од 19,5 до 23,8 центиметара. Распон крила креће се од 46 до 61 центиметра. У Охају, мужјак ове сове у просеку је тежак 166, а женка 194 грама, док је просечна тежина у централном Тексасу 157 грама за мужјака, односно 185 грама за женку. Перје ове сове је или тамносиво или боје рђе, украшено разним шарама на доњем делу тела. Према стандардима за вриштеће сове, источна вриштећа сова је средње величине, здепаста, кратког репа (дужина репа у просеку износи 6,6—8,6 центиметара) и широких крила (дужина једног крила креће се 14,5—17 центиметара), што је типично за род. Има велику главу са истакнутим ушним праменовима, жутим очима и жућкастим кљуном, који је у просеку дужине 1,45 центиметара. Ноге су релативно велике и снажне у поређењу са јужнијим врстама вриштећих сова и обично су покривене перјем све до прстију, иако најјужније популације чешће имају само остатак овог перја а не перјем потпуно прекривене ноге и стопала. Источна вриштећа сова, заједно са западном рођаком, једна је од најтежих врста сова из њиховог рода, с обзиром да је највећа тропска вриштећа сова не прелази ни у просечној ни у максималној тежини; захваљујући релативно кратком репу источне вриштеће сове, од ње су дуже врсте M. seductus, M. sanctaecatarinae, M. albogularis и M. ingens, отприлике датим редом.
Две варијације ове сове назване су црвена/риђа варијација и сива варијација од стране посматрача птица и орнитолога. Риђа варијација источне вриштеће сове чешћа је у јужним деловима ареала ове сове; често се јавља укрштање ове две варијације, односно јавља се парење јединки ових двеју варијација. Док сива варијација обезбеђује изузетно ефикасну камуфлажу међу корама дрвећа, риђа варијација источне вриштеће сове може наћи већу сигурност у појединим боровим шумама, а и у листопадним шумама сходно промени боја лишћа у потоњој. У Тенесију и Илиноису живи највећи проценат риђе варијације, тако да њих има 79 %, односно 78 % редом у поменутим областима од укупног броја јединки источне вриштеће сове. Ређа, браон варијација, забележена је само на крајњем југу ареала (Флорида) и представља продукт повремене хибридизације претходно поменуте две варијације. У Флориди се браон варијација више јавља у влажнијим деловима земље, док је вероватно потпуно одсутна у северним и северозападним деловима државе. Светлија сива варијација (понекад на граници са избледелим изгледом) јавља се у западној Канади и у северном и централном САД.

### Замена са осталим врстама
Код блиске западне вриштеће сове не постоје подврсте, па су тако све јединке ове врсте сиве боје. Поред обојености, западна врста је готово идентична по општем изгледу и величини са источном врстом. Једина поуздана и препознатљива разлика између ове две врсте сова јесте кљун, који је код западне вриштеће сове изразито тамнији (црно-сив), док је код источне вриштеће сове он маслинасто-жуте боје. Још један, невизуелни начин за разликовање ове две врсте јесте њихово оглашавање. Ареали источне и западне вриштеће сове преклапају се у долини реке Рио Гранде на граници између Мексика и Тексаса, као и у приобалним шумама реке Симарон, притоке реке Арканзас на самој јужној ивици Великих равница. Ареали других нешто сличнијих врста могу се преклапати са ареалом источне вриштеће сове у западним и најјужнијим деловима, а то су, пре свега, врсте , Megascops trichopsis и Psiloscops flammeolus, које се од источне вриштеће сове разликују по много мањем телу и ногама, различитим облицима шара на грудима (код прве тамније, а код осталих светлије), различитој обојености голих делова тела и различитом дозивању. Већим делом источних Сједињених Држава источну вриштећу сову је могуће идентификовати готово непогрешиво, с обзиром да су све остале врсте са ушним праменовима много веће и другачије обојене од ње, а једина друга мала врста сове — Aegolius acadius — чак је и мања од ње, нема ушне праменове, има дефинисанији фацијални диск и више браон боје на свом телу.

### Подврсте
- (1758)

Укључује претходно описане подврсте које се више не сматрају засебним подврстама, а међу којима су M. a. carolinensis, M. a. naevius и M. a. striatus. Насељава подручја од источне Минесоте до југозападног Квебека и од јужног Њу Хемпшира јужно до Мисурија, Тенесија и северних делова Јужне Каролине. Дорзални део тела јој је хладне сиве боје; црвена варијација је честа (~39 % укупне популације).
- (1877)

Укључује и подврсту M. a. swenki. Становник подручја од централне Монтане, југоисточног Саскачевана и јужне Манитобе јужно до западног Канзаса. Слична је подврсти M. a. asio, с тим да јој је дорзални део тела светлије сиве боје, док је вентрални део бељи и мање прошаран, а црвена варијација је такође светлија и ређа (~7 % укупне популације). Са дужином крила од по 15—18 центиметара, ово је највећа подврста у просечним линеарним мерама. Подврста је названа у част Марте Максвел од стране орнитолога Роберта Риџвеја (1850—1929) из Смитсоновске институције.
- (1914)

Назив за раније описану M. a. trichopsis. Ова подврста живи од Оклахоме и јужног Канзаса јужно до платоа Едвардс у централном Тексасу. Слична је номиналној подврсти, с тим да је дорзални део тела жућкасте сиве боје, црвена варијација ређа (~5 % укупне популације), а шаре грубље и гушће. И ова подврста је у просеку исте величине као и претходне две, са дужином крила од по 14—18 центиметара у просеку.
- (1854)

Ова подврста укључује претходно описане подврсте попут M. a. enano и M. a. semplei. Настањује подручја од јужног Тексаса, северозападне Чиваве и северне Коавиле југоисточно до источног Сан Луиса Потосија. Слична је подврсти M. a. hasbroucki, али су њене шаре гушће, тако да јој је дорзални део тела веома прошаран, с тим да је црвена варијација ретка (у потпуности одсутна у јужном Тексасу). Величина тела је мања од величине тела северних подврста, па дужина крила износи 13—17 центиметара у просеку. За разлику од осталих подврста, дозивање ове подврсте разликује се по недостатку терминалног рзаја.
- (1873)

Живи у Флориди и јужној Џорџији, западно преко обала Мексичког залива до западне Луизијане и северно у долини реке Мисисипи до југоисточног Канзаса. Ова подврста има дорзални део прљаве браон боје (црвена варијација подједнако заступљена), са финим и густим шарама. Као што је описано изнад, ова подврста може се јавити у облику праве браон варијације. Најмања је подврста источне вриштеће сове, а дужина њеног крила варира од 13 до 16 центиметара.

## Станиште
Источна вриштећа сова насељава отворене мешовите и листопадне шуме, паркове, шумовита приградска подручја, приобалне шуме дуж обала река и мочвара (посебно у сушнијим областима), воћњаке, као и шуме у близини мочвара, ливада и поља. Труди се да избегне подручја где живи знатно већа америчка буљина (Bubo virginianus). Њена способност да живи у веома развијеним подручјима надмашује чак и америчку буљину, а свакако и шарену сову (Strix varia): вриштеће сове су успешније у погледу прилагођавања урбанизацији и од кукувије (Tyto alba), пратећи конверзију некадашњих пољопривредних земљишта. Због увођења отворених шумовитих и пољопривредних подручја на Великим равницама, дошло је до проширења ареала источне вриштеће сове. Забележено је да ова сова живи и дуж прометних путева или чак да се гнезди на бандерама и на расвети усред великих градских тргова. Често се гнезди и на дрвећу у насељима и градским двориштима у којима живе људи. У оваквим урбаним срединама, она често задовољава своје потребе у исхрани захваљујући интродукованим врстама које живе у близини човека, а међу којима су домаћи врабац (Passer domesticus) и кућни миш (Mus musculus). Такође се храни и зеленом анолом и великим инсектима попут цврчка. Ова сова има већи ареал од било које друге сове која живи источно од Стеновитих планина. Источна вриштећа сова гнезди се углавном у природним шупљинама у великом дрвећу, чак и у оним које су отворене ка небу када је суво време. У приградским и сеоским подручјима може се гнездити и у вештачки направљеним рупама, на пример у широким отворима на зградама, у теретним вагонима, па чак и у цистернама за воду. Такође се гнезди и у густим крошњама дрвећа, обично на грани уз само стабло или у густо закржљало грање. Распрострањеност врсте у великој мери пропорционална је распрострањености источних листопадних шума, прекидајући се у Стеновитим планинама на западу и у северном Мексику на југу, вероватно због заузимања ниша од стране других вриштећих сова, а прекидајући се и на почетку тајге због заузимања ниша од стране других малих сова, посебно гаћасте кукумавке (Aegolius funereus). Источна вриштећа сова може се наћи од нивоа мора па до 1.400 метара надморске висине у источним Стеновитим планинама, односно до 1.500 метара надморске висине у планинама Сијера Мадре Оријентал, иако њени висински лимити на Апалачким планинама (близу срца њеног ареала) још увек нису познати.

## Понашање
Ова сова је искључиво ноћна птица, с тим да дан проводи на грани или у шупљинама дрвећа. Веома је честа и може се наћи и у насељеним местима. Међутим, због своје мале величине и способности камуфлаже, лакше се може чути него уочити. Њихово оглашавање може се често чути ноћу, нарочито током пролећне сезоне парења. Упркос свом имену, зов ове сове не представља заправо вриштање. Оглашавање представља треперав звук сличан рзају, а подсећа на рзање минијатурног коња. Такође производи и монотони звук налик предењу који траје 3—5 секунди. Могућност препознавања ове сове на основу њеног оглашавања је веома велика и могуће је готово непогрешиво разликовати глас источне вриштеће сове који има приметно другачију формулацију у односу на глас западне вриштеће сове.

### Размножавање
Станиште за размножавање источне вриштеће сове представљају листопадне или мешовите шуме источне Северне Америке. Обично усамљена, она се гнезди у шупљинама дрвећа, било природним било онима које направи детлић. Рупа мора да има отвор пречника 7—20 центиметара како би била погодна за размножавање ове сове. Обично јој одговарају рупе које направи златокрили детлић (Colaptes auratus) или црвеноглави детлић (Dryocopus pileatus), с обзиром да црвенотемени детлић (Melanerpes carolinensis) не прави довољно велике рупе које би источна вриштећа сова могла да искористи. Воћњаци, који често имају дрвеће са пукотинама и рупама, а у којима живи и пољски миш — њена омиљена храна, представљају веома пожељна станишта за гнежђење. Источна вриштећа сова може да се настани и у рупама које створи човек. Иако неки људи праве рупе специјално за ову сову, она може да настани и рупе направљене за каролинку (Aix sponsa), кућице направљене за ласте, као и голубарнике за градског голуба (Columba livia), обично убијајући и конзумирајући барем последње две врсте у процесу преузимања њиховог гнезда. Деветогодишња студија поређења успешности гнежђења у природним шупљинама и онима вештачки направљеним показала је да је број подигнутих младунаца готово исти, с тим да се у неким годинама јављао 10 % већи успех у природним шупљинама. У зависности од порекла рупе коју користи, присуство источне вриштеће сове забележено је на висини између 1,5 и 25 метара од нивоа земље. Као и све сове, и ова сова не гради своје гнездо; уместо тога, женка полаже своја јаја директно на дрвену подлогу рупе или на прекривач од перја и длака који су на дну јазбине остали од претходних оброка. Пар се обично из године у годину враћа једној истој рупи у којој је први пут извео младе.
Ова врста полаже јаја око два месеца после америчке буљине, али око две недеље пре америчке ветрушке (Falco sparveius) и скоро у целом ареалу женске јединке сносе прво јаје негде у априлу. Јаја се сносе у интервалу од око два дана, а инкубација почиње одмах након сношења првог јаја. Величина јаја варира пропорционално варијацијама величине тела код различитих подврста, па се тако димензије јаја крећу између 36,3 × 30,2 милиметара код северних врста и 33,9 × 29,2 милиметара код врста у јужном Тексасу. Забележено је да женка полаже једно до шест јаја у гнездо, а просечно овај број износи 4,43 у Охају, 3 у Флориди и 4,56 у северним и централним деловима САД. Период инкубације траје 26 дана, а млади почињу да добијају перје 31 дан након излегања. Женка обично преузима на себе терет лежања на јајима; међутим, и мужјак је понекад може заменити. Попут поделе рада код осталих врста сова, и овде мужјак обезбеђује храну за женку и себе, док женка првенствено лежи на јајима и брине се о младима. Неретко се дешава да мужјак и женка заједно обезбеде одређене залихе хране током ране фазе инкубације, мада мужјак преферира да напорно лови ноћу због тога што већина младунаца углавном живи само од свеже ухваћених инсеката и бескичмењака. Мања величина мужјака чини га окретнијим, што му омогућава да хвата инсекте и други брзи плен. Источна вриштећа сова гнезди се само једном током сезоне, мада се може јавити и поновно парење у случају да младунци из првог легла не преживе, нарочито у јужнијим деловима њеног ареала. Када су младунци још мали, женка посебно вари храну за њих. Женка, која је већа од мужјака, преузима на себе задатак да брани младе од потенцијалне опасности, па чак може да агресивно нападне и људе, што понекад доводи до изазивања крварења главе и рамена код пролазника који се у датом тренутку затекну у близини гнезда.

### Исхрана
Као и већина предатора, и источна вриштећа сова је опортунистички ловац. Због суровости и разноврсности њеног ловачког стила, ранији аутори назвали су ову сову перната дивља мачка. У погледу еколошке нише, нема свој пандан у Европи, с тим да су јој најближи еквиваленти вероватно кукумавка (Athene noctua), слична по изгледу, мада и мањи и слабији ћук (Otus scops) и мала ушара (Asio otus) која готово у потпуности зависи од глодара. Постоји теорија која наводи да је успех у прилагођавању источне (као и западне) вриштеће сове у Северној Америци разлог зашто је ушара много више ограничена на северне делове овог континента него у Европи. Источна вриштећа сова лови од сумрака до зоре, с тим да највећим делом лови у прва четири сата таме. Комбинација оштрог слуха и изванредног вида користи се за лоцирање плена. Лови махом из заседе, бацајући се на плен када га уочи. Понекад такође лови тако што „патролира” кроз крошње у кратким линијама или лебди како би ухватила и уочила плен. Углавном хвата плен у отвореним шумама, дуж ивица отворених поља или у мочварама, или пак прави кратке походе у отвореним пољима. Када уочи плен, ова сова брзо се стропошта на њега и хвата га својим канџама. Мали плен обично прогута на лицу места, док онај већи односи у гнездо а затим једе из делова, кидајући га на комаде својим снажним канџама и оштрим кљуном. Источна вриштећа сова тежи да лови у оном подручју у свом ареалу где је успешно ловила претходних ноћи. Њено чуло слуха је толико акутно да може да пронађе сисаре у густој вегетацији, па чак и под снегом. Њене уши (за разлику од ушних праменова) постављене су асиметрично, што јој омогућава да користи разлику између перцепција ушију како би боље лоцирала плен. Поред тога, летње перје источне вриштеће сове назубљено је на својим врховима, што умањује буку коју ствара када маше крилима, па се захваљујући томе нечујно може прикрасти плену. Обе ове способности — и изванредан слух и назубљено перје — заједничке су за све сове и оне им омогућују лов у мраку.
Током сезоне парења, велики инсекти су фаворизовани у исхрани, тако да бескичмењаци у том периоду чине више од половине њене исхране. Неки од инсеката који се редовно нађу на менију јесу бубе, мољци, цврчци и скакавци, иако углавном конзумира било ког инсекта кога у датом тренутку ухвати у лету. Такође се храни и раковима, пужевима, пауцима, глистама, скорпијама, пијавицама и стоногама. Мали сисари, величине реда од ровчице до младог зеца, такође су редован плен и углавном постају основна храна ове сове током зиме. Мали глодари попут хрчака, леминга и мишева чине око 67 % сисара којима се храни, иако се такође храни и сисарима који су њене величине, а међу којима су пацови и веверице, посебно црвена веверица (Tamiasciurus hudsonicus). Скочимиш, канадска веверица, кртица и слепи миш повремено могу да се нађу на менију источне вриштеће сове. Мале птице попут сенице, ласте, врапца и грмуша су најчешћи плен када су у питању птице и обично их хвата директно са гране или неког другог места на коме чека плен, а неретко ове птице хвата и током ноћне потраге за пленом. У Охају, најчешћа храна ове сове, поред кртице, јесу крунаста цвркутарка (Setophaga coronata) и жутогрли врабац (Zonotrichus albicollis). Обилан, средње велик плен када су у питању птице представљају и необичне врсте попут голуба жалопојца (Zenaida macroura), паперјастог детлића (Picoides pubescens), златокрилог детлића (Colaptes auratus), плаве шојке (Cyanocitta cristata), црвеногрудог коса (Turdus migratorius), чворка (Sturnus vulgaris), црвенокрилог коса (Agelaius phoeniceus) и кукурузара (Quiscalus quiscula). Међутим, понекад ухвати и веће птице, међу којима и калифорнијску препелицу (Colinus virginianus), америчку шљуку (Scolopax minor), па чак и голуба пећинара (Columba livia) и огрличасту лештарку (Bonasa umbellus), вероватно младунце, али су ипак све ове врсте, па чак и младунци, знатно теже од саме сове. Све у свему, забележено је више од 100 врста птица које се могу наћи на менију источне вриштеће сове. Не баш често, али свакако повремено ова сова хвата и мале рибе, мале змије (Heterodon ssp.), гуштере, младунце корњача меких оклопа (Apalone ssp.), мале жабе, даждевњаке и саламандере. Забележено је чак да је источна вриштећа сова ловила рибу у замкама које је направио човек, или чак у рупама или пукотинама у леду током зиме. Најчешће рибе које лови у Охају јесу врсте Dorosoma cepedianum и Lepomis cyanellus. Терпан (Ameiurus nebulosus) врста је рибе коју ова сова махом хвата у приобалним подручјима, и то зими.
Од више стотина различитих врста које представљају плен источне вриштеће сове у Охају, 41 % чине сисари (од чега 23 % мишеви и волухарице), 18 % птице и 41 % инсекти и разни други бескичмењаци. Када је реч о кичмењацима којима се ова сова храни током сезоне парења, 65 % њих чине птице (отприлике 54 врсте), 30 % сисари (11 % ливадска волухарица, 8 % кућни миш), 3 % рибе и мање од 2 % водоземци и гмизавци. У Мичигену, исхрана ове сове зими састоји се од 45—50 % ливадске волухарице, 45 % белоногог миша (Peromyscus leucopus) и 1—10 % птица; током лета, ове цифре мењају се респективно у 30 %, 23 % и 19 %, с тим да више од 28 % хране у летњем периоду чине ракови. Да би задовољила потребе својих птића, источна вриштећа сова често лети једе много мање него зими. Четири јединке ове сове ухваћене у априлу биле су тешке у просеку 160 грама (мужјаци), односно 190 грама (женке), а до јесени (октобар—децембар) ове јединке добиле су на тежини у просеку по 28 грама и додатних 13 грама када су поново ухваћене и измерене у зиму (јануар—фебруар). У Мичигену, ова сова дневно поједе 25 % своје укупне тежине током зиме, док се током лета овај број смањи на 16 %. Просечна тежина плена, када су у питању кичмењаци, износи 26 грама у Мичигену, док је Висконсину просечна тежина 28 грама. Док већи део плена, када су у питању инсекти, може да тежи свега неколико десетих или стотих делова грама, њен највећи плен, као што су пацови, голубови и младунци зечева и дивљачи, теже најмање по 350 грама.

## Морталитет
Док примерци источне вриштеће сове у заточеништву живе и по двадесет година, јединке у дивљини ретко кад могу да достигну толику старост. Стопа смртности младунаца може нарасти чак и до 70 %, док је код одраслих јединки ова цифра знатно мања. Велика већина ових губитака дешава се углавном због предације. Уобичајени предатори гнезда источне вриштеће сове јесу амерички опосуми (Didelphis virginiana), америчке видрице (Neovison vison), ласице (Mustela ssp.), ракуни (Procyon lotor), творови (Mephitidae), змије (Serpentes), вране (Corvus ssp.) и плаве шојке (Cyanocitta cristata). Лисичје веверице (Sciurus niger) често могу да упадну у рупу у којој живи ова сова и не само да униште гнездо и поједу јаја, већ и да иселе одрасле јединке из рупе како би је користиле као своје станиште. Одрасле јединке имају мање непријатеља, а међу њима су свакако веће врсте сова које имају сличан период активности. Веће сове за које се зна да представљају претњу по источну вриштећу сову јесу америчка буљина (Bubo virginianus), тачкаста сова (Strix occidentalis), мала ушара (Asio otus), ритска сова (Asio flammeus) и снежна сова (Bubo scandianus). Дневне грабљивице које такође могу да нападну и убију источну вриштећу сову јесу куперов мишар (Accipiter cooperii), еја стрњарица (Circus cyaenus), црвенорепи мишар (Buteo jamaciensis), црвеноплећи мишар (Buteo lineatus) и гаћасти мишар (Buteo lagopus). Највећи и најопаснији од свих ваздушних предатора јесте свакако америчка буљина, која може да уништи чак 78 % локалне популације; међутим, локално, куперов мишар и шарена сова представљају готово подједнаку претњу по источну вриштећу сову. Најдрастичнији случај који илуструје ланац исхране сове који укључује шарену сову преставља случај проналаска читаве источне вриштеће сове у желуцу убијене шарене сове у Новој Енглеској. Све остале честе врсте сова које живе у ареалу источне вриштеће сове такође се хране сличним врстама глодара, што представља још једну неповољност по источну вриштећу сову. Једини изузетак је врста Aegolius acadius, с обзиром да се она понекад може наћи и на менију саме источне вриштеће сове. У руралним деловима Мичигена, девет различитих врста сова и дневних грабљивица, укључујући ту и источну вриштећу сову, храни се првенствено истим врстама малих глодара из родова Peromyscus и Microtus. Било је случајева да су неке јединке источне вриштеће сове имале неуспешне покушаје гнежђења због биоцидног тровања, што је изазвало истањивање љуске јаја и неуспешно одгајање младих, али то наизглед није ишло на укупну штету целокупне врсте. Судари источне вриштеће сове са аутомобилима, возовима, као и забијања у прозоре, веома су чести и доводе до смрти великог броја јединки, нарочито оних које лове плен близу путева или скупљају убијене глодаре са путева.

## Галерија
- Сива морфа
- Сива варијација
- Сива варијација
- Сива варијација
- Сива варијација
- Црвена варијација
- Црвена варијација
- Црвена варијација
- Црвена варијација
- Црвена и сива варијација
- Црвена и сива варијација